# Rhorus discrepans
Rhorus discrepans är en stekelart som först beskrevs av Heinrich Habermehl 1922.
Rhorus discrepans ingår i släktet Rhorus och familjen brokparasitsteklar. Arten är reproducerande i Sverige. Inga underarter finns listade i Catalogue of Life.